# 山口左仲
山口 左仲（やまぐち さちゅう、1894年4月21日 - 1976年3月11日）は、日本の寄生虫学者。学位は、医学博士・理学博士。寄生蠕虫類（吸虫・条虫・線虫・鉤頭虫など）の形態・分類学に関する多くの業績を残した。

## プロフィール
長野県南佐久郡小海村（現・小海町）で代々造り酒屋を営んでいた黒澤家の五男として生まれる。
小海村小学校を卒業後、東京の旧制早稲田中学校に進学。医学に進んだ動機は不明だが、1918年（大正7年）に岡山医学専門学校を首席で卒業し、銀時計を授与される。しかし、自分は医者には不向きと考え、同年、同郷の山極勝三郎教授を東京帝国大学医学部に訪ねて病理学教室に入室し、7年間を過ごす。1925年（大正14年）に論文「口腔唾液腺の研究」（原題はドイツ語）で医学博士を取得。
京都の実業家の山口玄洞から養子の誘いがあり、1925年（大正14年）に玄洞の養女・幾子の婿養子として京都に移る。新婚旅行を兼ねてヨーロッパへ留学し、病理学の研究施設を見学。この頃に寄生虫学に関心を持ち、ハンブルク熱帯病研究所でFülleborn教授に講習を受ける。
動物寄生虫の研究のため動物学を学ぶ必要を感じ、帰国後、京都帝国大学理学部動物学教室に入室し、川村多実二教授に師事。1927年（昭和2年）に講師に着任。学生と共に講義を聴講した。1934年（昭和9年）に動物学教室に特別研究室(寄生虫研究室、鉄筋コンクリート造り2階建)を寄贈している。この頃に多くの書籍や論文から寄生蠕虫類の原著・原図の引き写しを助手の画家数名と共に行ない、6～7年をかけて『虎の巻』として自らの手で寄生蠕虫類および寄生性カイアシ類の図鑑十数冊を作成し、それらを基に論文の執筆を開始した。寄生虫の分類に関する最初の論文は、1933（昭和8）年に出版された Studies on the helminth fauna of Japan. Part 1. Trematodes of birds, reptiles and mammals（日本の寄生蠕虫相に関する研究．第1部．鳥類、爬虫類、哺乳類の吸虫類.（英文））で、このシリーズは1961年（昭和36年）の第57部まで出版された。
1943年（昭和18年）セレベス島マカッサル日本海軍省熱帯衛生研究所に海軍技師として勤務し、多数の標本を収集した。終戦後は、進駐軍第207部隊マラリア調査部の依頼で蚊の研究を行ない、共同でモノグラフを執筆。
1950年（昭和25年）岡山大学教授に着任（寄生虫学初代教授）。この頃に『虎の巻』を本にしようと考え、1954年（昭和29年）～1955年（昭和30年）に文献調査のためフルブライト資金によりアメリカ・メリーランド州ベルツヴィルの農務省農事研究所動物寄生虫部へ留学。帰国後、'Systema Helminthum' 第1巻　吸虫編(1958)・第2巻 条虫編(1959)を完成させる。1959年（昭和34年）10月に岡山大学を停年退職後、1960年（昭和35年）にアメリカ National Science Foundation の資金により再びアメリカ農務省農事研究所動物寄生虫部へ留学。引き続き'Systema Helminthum' 第3巻 線虫編(1961)・第4巻 単生類/楯吸虫編(1963)・第5巻 鉤頭虫編(1963)を執筆。
1962年（昭和37年）～1966年（昭和41年）ハワイ大学客員教授として、ハワイ海洋研究所にて研究に従事。助手として亀谷俊也（亀谷了の子息、寄生虫学者。目黒寄生虫館二代目館長）が同行した。1966年（昭和41年）からは再びアメリカ農務省農事研究所、1968年（昭和43年）からテュレーン大学にてハワイの魚の単生類・二生類吸虫の研究をまとめ、出版した。1969年（昭和44年）に帰国し、吸虫類に関する総説2編を出版した。'Systema Helminthum'以降の論文・書籍に描かれた多数の寄生虫の図版は、妻の幾子と亀谷俊也によるものである。これらの図版の原図は公益財団法人 目黒寄生虫館に多数所蔵され、一部が展示されている。
「自分の仕事は百年後にも残るから、最高の印刷、最高の図版を必要とする」として、自らは標本の作製・観察と、論文や書籍の執筆に専念し、精緻な描画は助手の画家たちに任せた。子息の山口昇（寄生虫学者）は「もし父が指先器用で図の墨入れまでやっていたら、論文の数は現実の三分の一以下であったろう」と語っている。
生涯において論文166報、著書26編を著した。記載・発表した新種は1,426種とされる。
1976年（昭和51年）3月、京都にて逝去。

## 略歴
- 1918（大正7年）5月 岡山医学専門学校卒業
- 1918（大正7年）9月 東京帝国大学医学部病理学教室入室
- 1925（大正14年）6月 ヨーロッパ留学
- 1926（大正15年）3月 医学博士（東京帝国大学）
- 1927（昭和2年）3月 京都帝国大学理学部動物学教室講師
- 1928（昭和3年）4月 日本寄生虫学会評議員
- 1935（昭和10年）9月 理学博士（京都帝国大学）
- 1938（昭和13年）4月 日本寄生虫学会大会長
- 1942（昭和17年）6月 文部省資源科学研究所嘱託
- 1943（昭和18年） 京都帝国大学を辞す
- 1943（昭和18年）6月 セレベス島マカッサル日本海軍省熱帯衛生研究所 海軍技師
- 1944（昭和19年） 上記を辞す
- 1946（昭和21年）5月 進駐軍第207部隊マラリア調査部顧問
- 1950（昭和25年）2月 岡山医科大学教授
- 1952（昭和27）4月 岡山大学医学部教授
- 1954（昭和29年）2月 アメリカ農務省農事研究所動物寄生虫部に2年間留学
- 1957（昭和32年）8月 岡山大学附属図書館医学部分館長
- 1959（昭和34年）10月 岡山大学停年退職
- 1960（昭和35年）4月 アメリカ農務省農事研究所動物寄生虫部に留学
- 1962（昭和37年）11月 ハワイ大学客員教授
- 1966（昭和41年）11月 アメリカ農務省農事研究所動物寄生虫部に留学
- 1968（昭和43年）6月 アメリカ・テュレーン大学客員教授
- 1969（昭和44年） 帰国
- 1976（昭和51年）3月11日 京都にて逝去

## 受賞・叙勲歴
- 1952（昭和27年）3月 岡山県文化賞受賞
- 1952（昭和27年）4月 京都文化院賞受賞
- 1957（昭和32年） アメリカ寄生虫学会名誉会員
- 1957（昭和32年） インド蠕虫学会名誉会員
- 1957（昭和32年） インド動物学会名誉会員
- 1963（昭和38年）4月 日本寄生虫学会名誉会員
- 1971（昭和46年） 米国顕微鏡学会名誉会員
- 1974（昭和49年）8月 第3回国際寄生虫学会（ミュンヘン）名誉会員
- 1976（昭和51年） 勲四等旭日小綬章

## 主な著作
- Studies on the helminth fauna of Japan Pt. 1-57, 1933-1961.
- Parasitic worms mainly from Celebes Pt. 1-11, 1952-1956.
- Parasitic copepods from fishes of Japan, 1936-1953 (13編).
- Mosquito fauna of Japan and Korea, 213 pp. (incl. 95 pls.), 1950 (モノグラフ).
- Mosquito fauna of Guam, 101 pp. (incl. 23 pls.), 1950 (モノグラフ).
- Mosquito fauna of North America, Pt. I, 51 pp. (incl. 27 pls.), 1950 (モノグラフ).
- Mosquito fauna of North America, Pt. II, 85 pp. (incl. 35 pls.), 1950 (モノグラフ).
- Mosquito fauna of North America, Pt. III, 92 pp. (incl. 38 pls.), 1950 (モノグラフ).
- Mosquito fauna of North America, Pt. IV, 136 pp. (incl. 37 pls.), 1950 (モノグラフ).
- Mosquito fauna of North America. Pt. V, 265 pp. (incl. 116 pls.), 1950 (モノグラフ).
- Illustrated Keys to adult Culidne mosquitoes of America north of Mexico, with notes on general morphology and biology of genera, 48 pp. (incl. 149 pls.), 1952.
- Systema Helminthum. Vol. I. The Digenetic Trematodes of Vertebrates (全2冊), 1958 (モノグラフ).
- Systema Helminthum. Vol. II. The Cestodes of Vertebrates, 1959 (モノグラフ).
- Systema Helminthum. Vol. III. The Nematodes of Vertebrates (全2冊), 1961 (モノグラフ).
- Systema Helminthum. Vol. IV. Monogenea and Aspidocotylea, 1963 (モノグラフ).
- Systema Helminthum. Vol. V. Acanthocephala, 1963 (モノグラフ).
- Parasitic Copepoda and Branchiura of Fishes, 1963 (モノグラフ).
- Monogenetic Trematodes of Hawaiian Fishes, 1968 (モノグラフ).
- Digenetic Trematodes of Hawaiian Fishes, 1970 (モノグラフ).
- Synopsis of Digenetic Trematodes of Vertebrates, 1971 (モノグラフ).
- A Synoptical Review of Life Histories of Digenetic Trematodes of Vertebrates, 1975 (モノグラフ).

## 献名された学名
山口左仲に敬意を表して献名された学名は多数あり、ほとんどが寄生蠕虫類である。例として次のような属名がある。
- Yamaguticotyla Price, 1959 (単生類, Bychowskicotylidae)
- Yamagutia Srivastava, 1939 (吸虫, Faustulidae)
- Yamagutiplectognathotrema Parukhin, 1977 (吸虫, Zoogonidae)
- Yamagutisentis Golvan, 1969 (鉤頭虫, Echinorhynchidae).

種小名はyamagutii (Index to Organism Names)がほとんどであるが、satyui (Index to Organism Names)もある。

## 関連施設
目黒寄生虫館（Meguro Parasitological Museum）
山口左仲から寄贈された多数の標本（タイプ標本を含む）・蔵書・論文原図・自筆のスケッチなどを所蔵する。また展示室2階に山口左仲に関する展示があり、論文に使われた寄生虫の原図、『虎の巻』や愛用の顕微鏡が展示されている。